# Warpuny (gromada)
Warpuny – dawna gromada, czyli najmniejsza jednostka podziału terytorialnego Polskiej Rzeczypospolitej Ludowej w latach 1954–1972.
Gromady, z gromadzkimi radami narodowymi (GRN) jako organami władzy najniższego stopnia na wsi, funkcjonowały od reformy reorganizującej administrację wiejską przeprowadzonej jesienią 1954 do momentu ich zniesienia z dniem 1 stycznia 1973, tym samym wypierając organizację gminną w latach 1954–1972.
Gromadę Warpuny z siedzibą GRN w Warpunach utworzono – jako jedną z 8759 gromad na obszarze Polski – w powiecie mrągowskim w woj. olsztyńskim na mocy uchwały nr 18 WRN w Olsztynie z dnia 4 października 1954. W skład jednostki weszły obszary dotychczasowych gromad Burszewo, Gizewo, Surmówka, Szymanowo, Warpuny i Zyndaki ze zniesionej gminy Sorkwity w tymże powiecie. Dla gromady ustalono 17 członków gromadzkiej rady narodowej.
Gromada przetrwała do końca 1972 roku, czyli do kolejnej reformy gminnej.